# Ostrowy (obwód wołyński)
Ostrowy (ukr. Острови) – wieś na Ukrainie, w obwodzie wołyńskim, w rejonie kamieńskim. W 2001 roku liczyła 232 mieszkańców.
Do 2020 w rejonie maniewickim.